# Санта Крус дел Ислоте
Санта Крус дел Ислоте (на испански: Santa Cruz del Islote) е остров, разположен на около 20 km от брега на Колумбия. Част е от архипелага Сан Бернардо. По някои данни е обитаван от 1247 души, но според местните тази цифра е завишена, тъй като на острова никога не е провеждано официално преброяване. Значителното му население, сравнено с малката му площ, прави Санта Крус дел Ислоте най-гъсто населеният остров на Земята.

## География
Островът може да бъде достигнат чрез ферибот от пристанище Сантяго де Толу. Площта на острова е застроена до такава степен, че жителите са принудени да ползват гробищата на съседните острови, а работниците работят или на съседните острови или на континента. Основните икономически дейности са хотелиерството (на съседни острови) и риболовът. Островът разполага с 90 жилища, 2 магазина, ресторант и училище. Канализация няма, а вода се набавя от колумбийските военноморски сили веднъж на три седмици. Електричество се набавя от генератор, който осигурява ток в продължение на 5 часа всеки ден.
Според легендата, Санта Крус дел Ислоте е открит преди 150 години от рибари, които впоследствие вдигат лагер на острова, поради липсата на комари.